# Paromola japonica
Paromola japonica är en kräftdjursart som beskrevs av Rosa Parisi 1915. Paromola japonica ingår i släktet Paromola och familjen Homolidae. Inga underarter finns listade i Catalogue of Life.